# Broaryd
Broaryd ist eine Ortschaft (Tätort) in der schwedischen Provinz Jönköpings län und der historischen Provinz Småland. Der Ort liegt nahe dem Länsväg 153 nach Varberg und Skeppshult in der Gemeinde Gislaved.
Broaryd ist eine ehemalige Bahnstation. Der Ortsname wurde 1570 noch 'Broarydh' geschrieben und ist eine Kombination aus 'bro' (Brücke) und 'ryd' (von röjning, Rodung).

## Bildergalerie

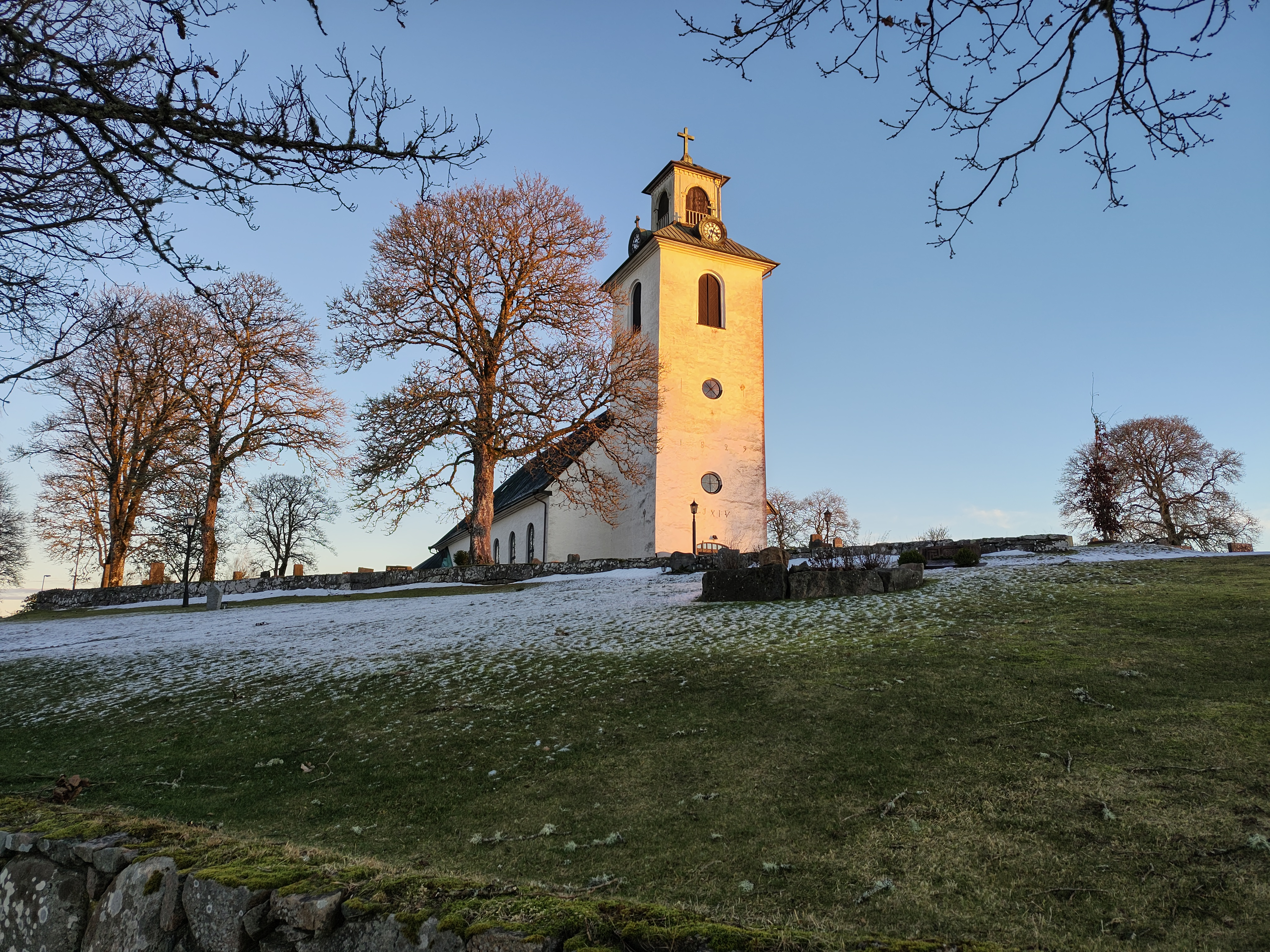
Kirche von Södra Hestra
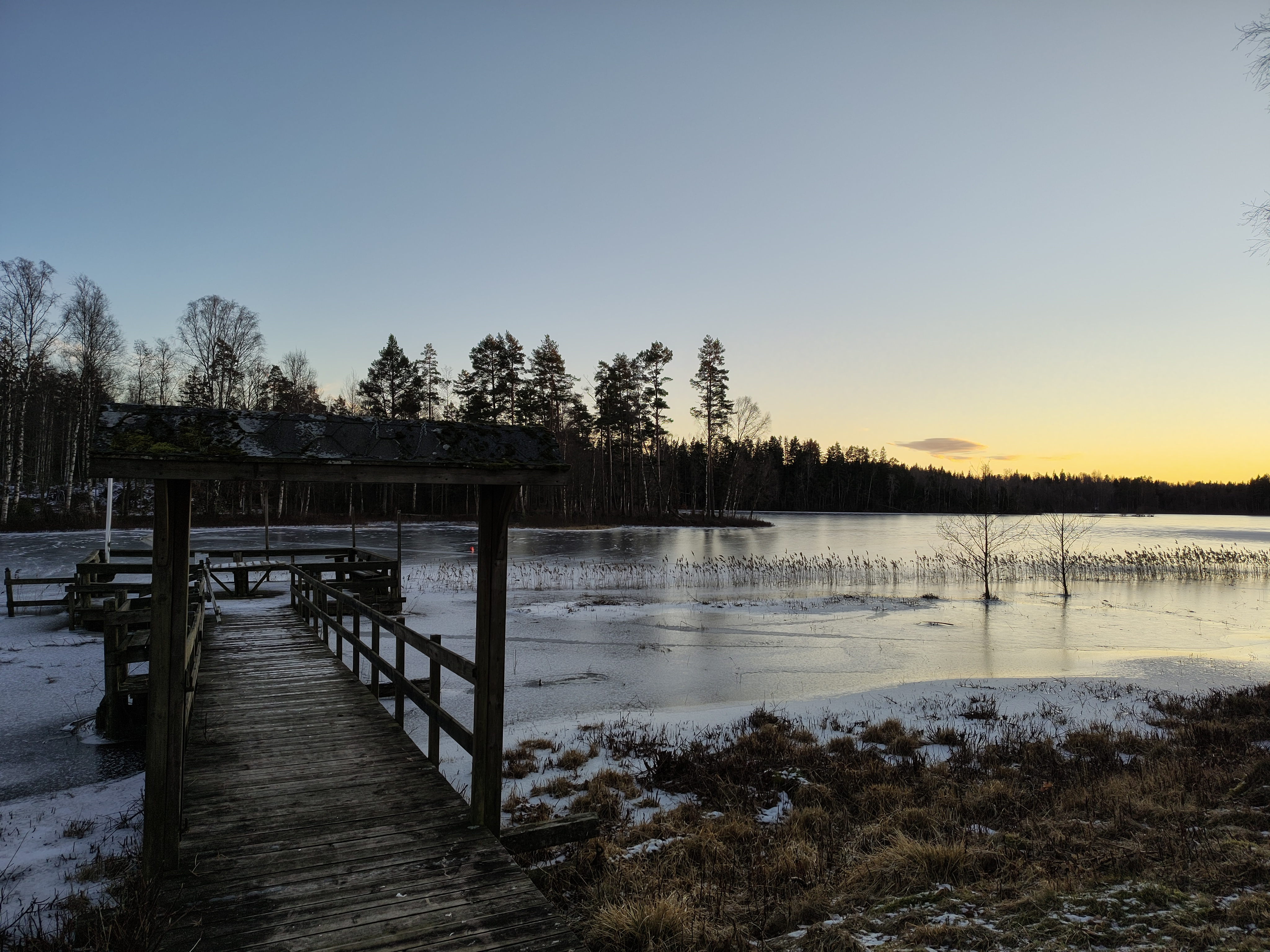
Hestra-See
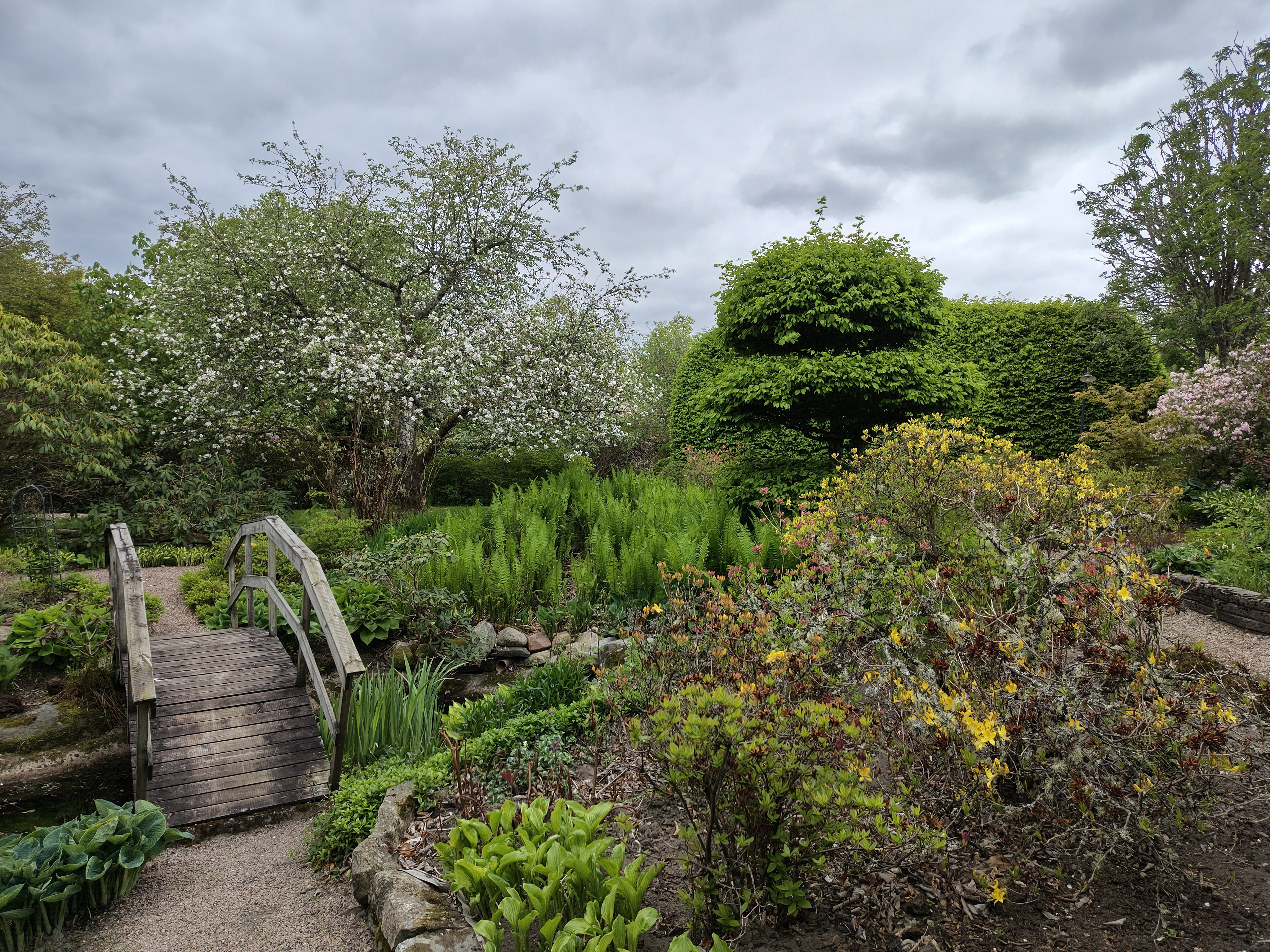
Kärrhults Gård (botanischer Garten)